# Andrej Mendel'
Andrej Semёnovič Mendel' (in russo Андрей Семёнович Мендель?; Krasnoselskoe, 17 aprile 1995) è un calciatore russo, centrocampista del Baltika.

## Carriera
Trascorre la prima parte della carriera giocando con alcune squadre della terza divisione russa. Nel 2019 viene acquistato dal Chimki, formazione militante in seconda divisione, che l'anno successivo lo cede al Volgar' Astrachan', sempre in seconda divisione russa. Nel 2021 viene acquistato dal Fakel Voronež, con cui al termine della stagione, contribuisce alla promozione in massima serie. Esordisce in Prem'er-Liga il 17 luglio 2022, nell'incontro pareggiato per 2-2 contro il Krasnodar.

## Statistiche

### Presenze e reti nei club
Statistiche aggiornate al 7 agosto 2022.
| Stagione        | Squadra                 | Campionato      | Campionato | Campionato | Coppe nazionali | Coppe nazionali | Coppe nazionali | Coppe continentali | Coppe continentali | Coppe continentali | Altre coppe | Altre coppe | Altre coppe | Totale | Totale |
| Stagione        | Squadra                 | Comp            | Pres       | Reti       | Comp            | Pres            | Reti            | Comp               | Pres               | Reti               | Comp        | Pres        | Reti        | Pres   | Reti   |
| --------------- | ----------------------- | --------------- | ---------- | ---------- | --------------- | --------------- | --------------- | ------------------ | ------------------ | ------------------ | ----------- | ----------- | ----------- | ------ | ------ |
| 2013-2014       | Biolog-Novokubansk      | 2D              | 11         | 0          | CR              | 0               | 0               |                    | -                  | -                  |             | -           | -           | 11     | 0      |
| 2014-2015       | Torpedo Armavir         | 2D              | 25         | 0          | CR              | 1               | 0               |                    | -                  | -                  |             | -           | -           | 26     | 0      |
| 2015-feb. 2016  | Družba Majkop           | 2D              | 14         | 0          | CR              | 0               | 0               |                    | -                  | -                  |             | -           | -           | 14     | 0      |
| feb.-giu. 2016  | Černomorec Novorossijsk | 2D              | 8          | 0          | CR              | -               | -               |                    | -                  | -                  |             | -           | -           | 8      | 0      |
| 2016-2017       | Afips Afipskij          | 2D              | 16         | 0          | CR              | 2               | 0               |                    | -                  | -                  |             | -           | -           | 18     | 0      |
| 2017-2018       | Afips Afipskij          | 2D              | 22         | 1          | CR              | 2               | 0               |                    | -                  | -                  |             | -           | -           | 24     | 1      |
| 2018-2019       | Černomorec Novorossijsk | 2D              | 26         | 3          | CR              | 3               | 0               |                    | -                  | -                  |             | -           | -           | 29     | 3      |
| 2019-2020       | Chimki                  | 1D              | 23         | 1          | CR              | 3               | 0               |                    | -                  | -                  |             | -           | -           | 26     | 1      |
| 2020-2021       | Volgar' Astrachan'      | 1D              | 31         | 1          | CR              | 1               | 0               |                    | -                  | -                  |             | -           | -           | 32     | 1      |
| 2021-2022       | Fakel Voronež           | 1D              | 35         | 3          | CR              | 2               | 0               |                    | -                  | -                  |             | -           | -           | 37     | 3      |
| 2022-2023       | Fakel Voronež           | PL              | 4          | 0          | CR              | 0               | 0               |                    | -                  | -                  |             | -           | -           | 4      | 0      |
| Totale carriera | Totale carriera         | Totale carriera | 216        | 9          |                 | 14              | 0               |                    | -                  | -                  |             | -           | -           | 230    | 9      |

## Palmarès

### Club

#### Competizioni nazionali
- Pervaja Liga: 1

Baltika: 2024-2025